# Return of a Stranger (film 1961)
Return of a Stranger è un film del 1961 diretto da Max Varnel.
È un film poliziesco a sfondo thriller britannico con John Ireland, Susan Stephen e Cyril Shaps.

## Produzione
Il film, diretto da Max Varnel su una sceneggiatura di Brian Clemens, fu prodotto da Edward J. Danziger, Harry Lee Danziger e Brian Taylor per la Danziger Productions.

## Distribuzione
Il film fu distribuito nel Regno Unito nel 1961 dalla Warner-Pathé Distributors.